# ول جنوبی
ول جنوبی (نام علمی: Microtus levis) نام یک گونه از زیرخانواده ولیان است. این جونده در مناطق و کشورهای مختلفی نظیر آلبانی، بلغارستان، فنلاند، یونان، ایران، سوالبار، مقدونیه شمالی، رومانی، روسیه، صربستان و مونته‌نگرو، اسلواکی، ترکیه، اوکراین و نروژ زندگی می‌کند. این پستاندار در ۱۹۰۸ میلادی توصیف علمی شد.